# Tribunale dello Scacchiere (Irlanda)
Il Tribunale dello Scacchiere d'Irlanda o lo Scacchiere irlandese delle eccezioni processuali, fu uno dei tribunali superiori di common law in Irlanda; esso era l'immagine speculare dell'equivalente Tribunale dello Scacchiere britannico. Esso fu uno dei quattro tribunali che diedero il loro nome all'edificio dove aveva sede, che è ancora chiamato Four Courts (Quattro Tribunali), ed è attualmente in uso come Sede di Tribunale a Dublino.

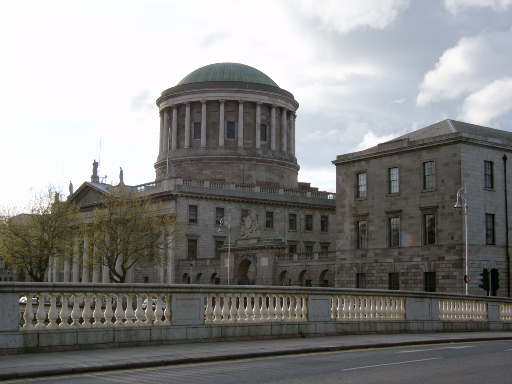
Le Four Courts (Quattro Tribunali), oggi

## Storia
Secondo Elrington Ball il Tribunale dello Scacchiere d'Irlanda fu fondato nel 1295 e nel 1310 fu diretto dal Barone Capo dello Scacchiere d'Irlanda, assistito da almeno un Barone dello Scacchiere associato. Pare che il Tribunale avesse funzionato per alcuni anni senza un Barone Capo. Sir David de Offington, ex Sceriffo della Contea di Dublino, fu nominato per primo Barone nel 1294, seguito l'anno successivo da Richard de Soham e da William de Meones nel 1299. Il primo Barone Capo fu Walter de Islip, un giudice di origine inglese e statista che fu anche Lord Tesoriere d'Irlanda. Tre delle prime leggi del Parlamento d'Irlanda, nel 1294 e 1303, denominate "Tesorieri e Baroni dello Scacchiere". I Baroni potevano scambiare un seggio con un altro ufficio all'interno dello Scacchiere, come Accaparratori, Rammentatori, Monopolizzatori,o Capo Revisore dei Conti. Thomas Archbold era capo della Zecca quando divenne un giudice ed evidentemente mantenne questo ufficio per tutto il tempo che fu nello Scacchiere. 
I primi Baroni erano inglesi, con un passato di pubblico servizio in Irlanda. Sebbene avessero il rango di giudici dell'Alta Corte, non era loro richiesto di essere avvocati qualificati e negli anni 1400 si sentivano lamentele per la loro mancanza di esperienza. Una legge del Parlamento irlandese nel 1421 ebbe lo scopo di far sì che questi Baroni, che venivano descritti come "uomini illetterati, adempissero alle loro funzioni nello Scacchiere attraverso incaricati". Nel 1442 fu proposto che l'amministrazione del Governo Irlandese sarebbe migliorata se il Capo dei Baroni fosse stato un avvocato opportunamente istruito. Questa critica era indirizzata specialmente a Michael Gryffin, il successivo Capo dei Baroni, che non aveva qualifiche legali per l'incarico. Thomas Shorthalls, un altro Barone all'inizio degli anni 1440, aveva un'esperienza precedente nel governo locale, sebbene avesse anche operato come avvocato. Francis Toppesfeld era stato un esquire of the body e un ufficiale senior nella casa reale sotto Enrico IV. Lo stesso vale per Sir John Radcliffe, successivamente uno dei più distinti comandanti inglesi in Francia. Il loro collega Peter Clynton (o Clayton) divenne poi esattore dei dazi per Dublino e Drogheda. Negli anni 1480 Thomas Archbold (alias Galmole), uno dei Baroni, fu un orafo commerciante e capo della Zecca reale, sebbene egli possa anche essere qualificato come avvocato.
Il Tribunale dello Scacchiere era originariamente sito in un fabbricato chiamato Collett's Inn, che si ritiene fosse situato più o meno nell'attuale South Great George's Street nel centro di Dublino. Collett's Inn fu distrutta in una incursione dei clan O'Tooles e O'Byrne dalla Contea di Wicklow all'inizio del quattordicesimo secolo.

## Lo spostamento a Carlow
Verso il 1360 il tribunale dello Scacchiere, insieme al Tribunale del Common Pleas, si spostò per una trentina di anni a Carlow, che allora era più vicino al centro the Pale (quella parte d'Irlanda che si trovava sotto la legislazione britannica) di quanto lo fosse Dublino, ma locali disordini a Carlow finirono con il far ritornare il Tribunale a Dublino negli anni 1390. Nel 1376 John Brettan, uno dei Baroni dello Scacchiere, presentò una petizione alla Corona per riportare il Tribunale a Carlow: 
()
.
Significativamente egli si riferiva all'ultimo incendio di Carlow da parte degli Irlandesi di Leinster, nel quale egli aveva perso la sua casa e gran parte dei suoi beni mobili. Questo fu senza dubbio un riferimento all'incendio del 1376, sebbene ce ne fosse stato uno grave nel 1363.
Esiste un riferimento del 1390 alla libertà dell'Ulster, che aveva un separato Tribunale dello Scacchiere con il proprio Barone Capo. Tuttavia pare che esso abbia avuto vita breve a causa delle turbolente condizioni politiche a Dublino

## Il Tribunale nel XVIII secolo
Sebbene il carico di lavoro del Tribunale dello Scacchiere nei primi secoli non fosse così elevato come quello del Tribunale del King's Bench d'Irlanda, divenne famoso per la sua lentezza e inefficienza; un Barone del XVIII secolo, John St Leger, disse del Tribunale che era in uno stato di "confusione e disorganizzazione quasi senza rimedio". A causa della sua inefficienza, esso perse nel corso del XVIII secolo una buona quantità di attività rispetto agli altri tribunali, specialmente rispetto al Tribunale di Cancelleria. Si ritenne che il decesso di Thomas Dalton, Capo Barone nel 1730, fosse dovuto al suo eccessivo carico di lavoro.
La reputazione del Tribunale dello Scacchiere fu ulteriormente danneggiata dalla sua sentenza nel caso Sherlock v. Annesley. In sè, a una disputa di routine sulla proprietà tra due cugini, fece seguito un'azione legale che fece rivivere la lunga vertenza tra la Camera dei lord inglese e quella irlandese con quest'ultima che divenne infine la Corte d'appello per i tribunali irlandesi.
La decisione dei Baroni dello Scacchiere, che essi erano obbligati a realizzare i decreti della Camera Inglese fece infuriare la Camera Irlandese, che imprigionò i Baroni per "oltraggio al Parlamento". Per risolvere la questione il Governo britannico approvò l'Atto dichiaratorio del 1719 sull'Irlanda, abolendo il potere della Camera dei Lord irlandese di fungere da Corte d'appello. Questa legge divenne nota in Irlanda come il "Sesto di Giorgio V" e piuttosto scorrettamente toccò ai giudici del Tribunale dello Scacchiere subire lo sfogo del biasimo per questo: come fece notare uno dei Baroni, John Pocklington, che rimarcò: "una fiamma arse dinnanzi e l'ultimo risentimento del paese ricadde su di noi".

## Il Tribunale nel XIX secolo
Alla metà del diciannovesimo secolo, lo Scacchiere aveva superato come impegno la Corte del Consiglio reale come la più occupata delle Corti di Common law, e con il decesso del Capo Barone Woulfe, nel 1840, come quello del suo predecessore Thomas Dalton nel secolo precedente, fu ampiamente biasimata per il suo schiacciante carico di lavoro (invero Woulfe, che cronicamente soffriva di cattiva salute, era stato avvertito che l'incarico lo avrebbe ucciso, ed egli lo accettò con considerevole riluttanza).
Tradizionalmente il giudice che occupava la carica di terzo Barone tendeva a resistere a promozioni in quanto il suo ufficio, benché junior, comportava emolumenti e benefici tangibili di cui non godevano giudici più anziani.

## Abolizione
Con l'istituzione della Suprema Corte delle Leggi di Amministrazione della Giustizia del 1877, il Tribunale dello Scacchiere venne fuso con gli altri di common law e con il Tribunale della Cancelleria e divenne una divisione dell'Alta Corte di Giustizia in Irlanda. In una successiva riorganizzazione del sistema dei tribunali nel 1897, la divisione dello Scacchiere fu abolita. L'ultimo Barone Capo, Christopher Palles, mantenne la sua carica fino al suo ritiro in quiescenza nel 1916 e per quella data la sua reputazione di eminenza giudiziaria era talmente alta che, nonostante l'età avanzata (aveva 84 anni) e la crescente fragilità fisica, il Governo accettò le sue dimissioni con grande riluttanza.